# Палестін (Техас)
Палестін (англ. Palestine) — місто (англ. city) в США, адміністративний центр округу Андерсон на сході штату Техас. Населення — 18 544 особи (2020). Палестін було назване на честь села Палестін, Іллінойс.

## Географія
Палестін розташований за координатами 31°45′16″ пн. ш. 95°38′49″ зх. д. / 31.75444° пн. ш. 95.64694° зх. д. (31.754512, -95.646953).  За даними Бюро перепису населення США в 2010 році місто мало площу 50,75 км², з яких 50,21 км² — суходіл та 0,54 км² — водойми.

## Демографія
Згідно з переписом 2010 року, у місті мешкало 18 712 осіб у 7028 домогосподарствах у складі 4748 родин. Густота населення становила 369 осіб/км².  Було 7912 помешкання (156/км²).
Расовий склад населення:
| - 62,1 % — білих - 23,3 % — чорних або афроамериканців - 0,9 % — азіатів - 0,5 % — корінних американців - 0,1 % — вихідців з тихоокеанських островів - 10,4 % — осіб інших рас |

До двох чи більше рас належало 2,7 %. Частка іспаномовних становила 21,9 % від усіх жителів.
За віковим діапазоном населення розподілялося таким чином: 28,4 % — особи молодші 18 років, 57,4 % — особи у віці 18—64 років, 14,2 % — особи у віці 65 років та старші. Медіана віку мешканця становила 33,9 року. На 100 осіб жіночої статі у місті припадало 90,4 чоловіків;  на 100 жінок у віці від 18 років та старших — 85,8 чоловіків також старших 18 років.
Середній дохід на одне домашнє господарство  становив 52 541 долар США (медіана — 36 348), а середній дохід на одну сім'ю — 58 894 долари (медіана — 42 667). Медіана доходів становила 32 931 долар для чоловіків та 28 472 долари для жінок. За межею бідності перебувало 23,8 % осіб, у тому числі 35,2 % дітей у віці до 18 років та 12,5 % осіб у віці 65 років та старших.
Цивільне працевлаштоване населення становило 7952 особи. Основні галузі зайнятості: освіта, охорона здоров'я та соціальна допомога — 23,5 %, роздрібна торгівля — 16,1 %, публічна адміністрація — 13,8 %.